# Unterschlinder
Unterschlinder (en luxembourgeois : Ënnerschlënner ) est une localité de la commune luxembourgeoise du Parc Hosingen située dans le canton de Clervaux.